# Гоццадини, Улиссе Джузеппе
 Улиссе Джузеппе Гоццадини (итал. Ulisse Giuseppe Gozzadini; 10 октября 1650, Болонья, Папская область — 20 марта 1728, Имола, Папская область) — итальянский куриальный кардинал. Секретарь бреве князьям и латинских писем с 3 августа 1697 по 15 апреля 1709. Титулярный архиепископ Феодосии с 8 сентября 1700 по 15 апреля 1709. Архиепископ Имолы с 19 февраля 1710 по 20 марта 1728. Кардинал-священник с 15 апреля 1709, с титулом церкви Санта-Кроче-ин-Джерусалемме с 19 июня 1709 по 20 марта 1728.

## Ранние годы и образование
Родился в 1650 году в Болонье, происходил из знатной патрицианской графской семьи, внучатый племянник кардинала Маркантонио Гоццадини. Учился в Болонском университете, где в 1670 году получил докторскую степень по каноническому праву; а в 1674 году по гражданскому праву. После окончания обучения стал каноником кафедрального капитула Болоньи и профессором права в Болонском университете.

## На службе в Римской курии
В 1693 году переехал в Рим, служил при Римской курии. 3 августа 1697 года получил куриальный пост секретаря бреве.
8 сентября 1700 года папа Иннокентий XII назначил Гоццадини титулярным епископом Теодосии (Theodosiensis). Епископская хиротония состоялась 12 сентября. В декабре того же года новый папа Климент XI подтвердил для Гоццадини пост секретаря бреве и дополнительно назначил его ассистентом папского трона. В 1706 году непродолжительное время был секретарём конгрегации пропаганды веры.

## Кардинал
На консистории 19 июня 1709 года был назначен кардиналом, получил титул кардинала-священника церкви Санта-Кроче-ин-Джерусалемме. 19 февраля 1710 года переведён на кафедру Имолы с персональным титулом архиепископа.
В 1714 году представлял папу как легат на торжественной церемонии бракосочетания короля Испании Филиппа V и Изабеллы Фарнезе, проходившей в Парме. Принимал участие в конклавах 1721 и 1724 годов, избиравших соответственно Иннокентия XIII и Бенедикта XIII.
Умер 20 марта 1728 года в Имоле, похоронен в кафедральном соборе Имолы.